# Plecoptera antigona
Plecoptera antigona är en fjärilsart som beskrevs av Holland 1900. Plecoptera antigona ingår i släktet Plecoptera och familjen nattflyn. Inga underarter finns listade i Catalogue of Life.